# Bernard Williams (filozof)
Sir Bernard Arthur Owen Williams (Westcliff, Essex, Ujedinjeno Kraljevstvo, 21. rujna 1929. – Rim, 10. lipnja 2003.) bio je britanski filozof.

## Životopis

### Mladost i obrazovanje
Williams je rođen 21. rujna 1929. godine u Westcliffu. Nakon završetka srednje škole (Chigwell School), namjeravao je na Oxfordu studirati klasične jezike, ali ubrzo se posvećuje filozofiji. Nakon završetka studija godinu dana provodi u Kanadi kao pilot aviona Spitfire.

### Znanstveni rad
Nakon povratka iz Kanade predavač je na Londonskom sveučilištu, 1967. godine postaje profesor filozofije na Cambridgeu, a 1979. rektorom King's koledža. Godine 1988. odlazi u Kaliforniju na Sveučilište Berkeley kao gostujući predavač, a početkom devedesetih postaje profesorom moralne filozofije na Oxfordu.
Williams svoje filozofske interese razvija u suprotnosti s oxfordskim dominantnim strujanjima polovice 20. stoljeća, gdje se o filozofiji morala raspravljalo isključivo u okvirima metaetike, što je Williams smatrao pojednostavljivanjem pristupa najvažnijim pitanjima etike. Nesklon utilitarizmu, Williams zastupa tezu da u utilitarističkom shvaćanju moralnosti nema mjesta za pojam osobnog integriteta.
Također smatra kako je tjelesni kontinuitet nužan uvjet za postojanje osobnog identiteta. Bavi se pitanjima moralne filozofije. Smatra da područje moralnosti nije imuno na slučajnost i sreću, ali i da opravdanje određenih postupaka isto tako može ovisiti upravo o sreći. Ovakav stav smatran je napadom na kantovsku tradiciju unutar koje se mogućnost postojanja moralne sreće uopće ne dopušta.
Williams je isticao kako moralna filozofija ne treba svoju vlastitu teoriju, a raznim etičkim pitanjima poput relativizma i objektivnosti, preispituje Aristotelovo i Kantovo utemeljenje etike i daje oštru kritiku suvremene moralne filozofije. Bit ove kritike njegovo je uvjerenje kako ideje racionalnosti utjelovljene u suvremenoj moralnoj filozofiji ne mogu udovoljiti zahtjevima suvremenog svijeta. Tvrdi kako u rješenju tog pitanja mogu pomoći etičke ideje antičke Grčke s kojima, prema njegovom mišljenju, suvremena civilizacija još uvijek dijeli mnogo zajedničkog.

## Djela
Williams je napisao petnaestak samostalnih knjiga, nekoliko stotina znanstveno-stručnih članaka i recenzija. Djela su mu prevođena na mnoge jezike. Izbor važnijih naslova Bernarda Williamsa:
- Morality (1972.)
- Problems of the Self (1973.)
- Utilitarianism: For and Against (s J. J. C. Smartom) (1973.)
- Descartes: The Project of Pure Enquiry (1978)
- Moral Luck (1981.)
- Ethics and the Limits of Philosophy (1985.)
- Shame and Necessity (1993.)
- Making Sense of Humanity (1995.)
- Truth and Truthfulness (2002.)
- Smisao prošlosti: ogledi o povijesti filozofije (The Sense oh the Past: Essays in the History of Philosophy, 2006.)[4]

## Vanjske poveznice
Mrežna mjesta
- Bernard Williams, Smisao prošlosti: ogledi o povijesti filozofije  Arhivirana inačica izvorne stranice od 4. ožujka 2016. (Wayback Machine), osvrt i ulomci iz knjige, Matica hrvatska